# Ruca
Ruca is een gemeente in het Franse departement Côtes-d'Armor (regio Bretagne) en telt 490 inwoners (2005). De plaats maakt deel uit van het arrondissement Dinan.

## Geografie
De oppervlakte van Ruca bedraagt 12,1 km², de bevolkingsdichtheid is 40,5 inwoners per km².

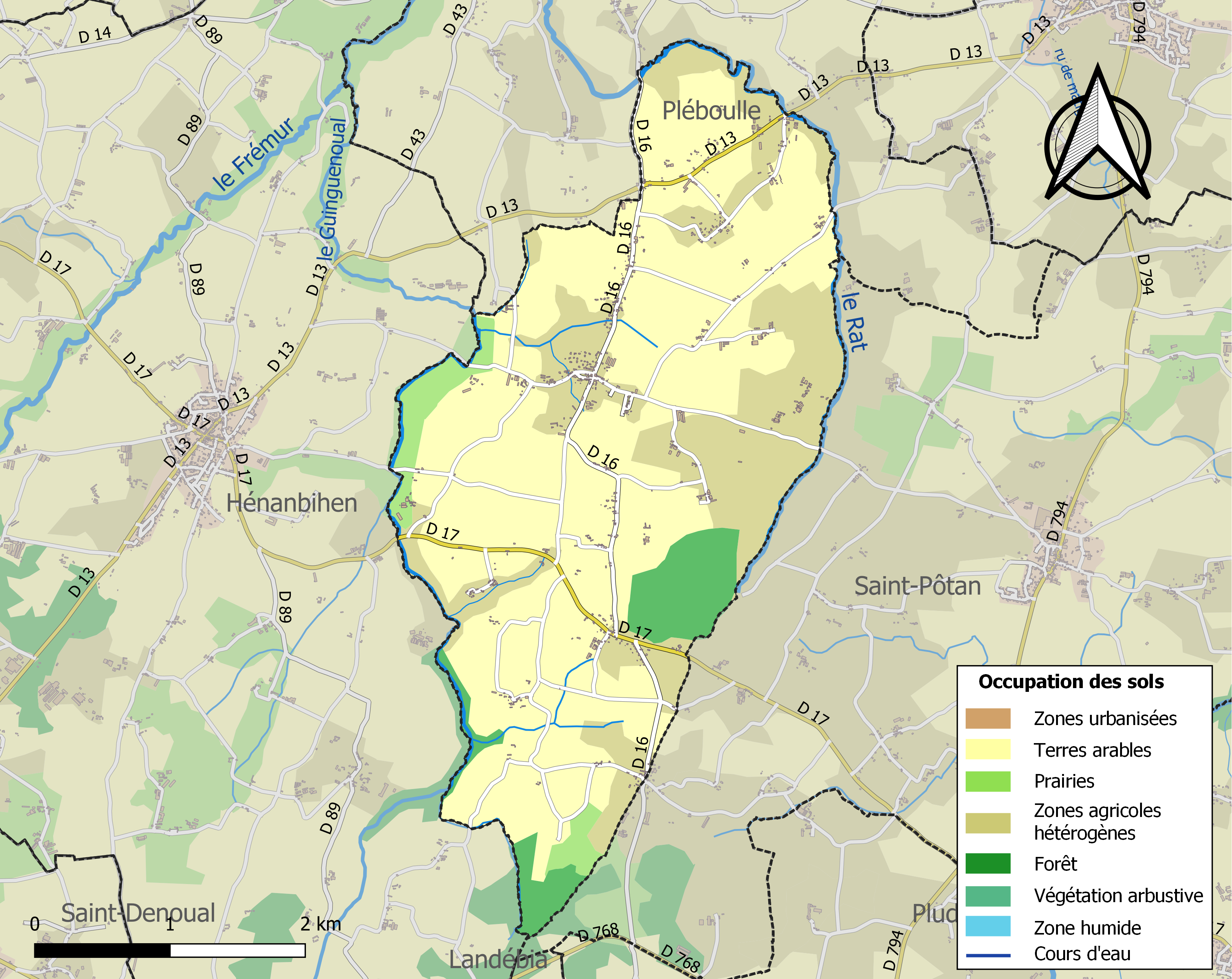
Kaart van de gemeente met de belangrijkste infrastructuur, bodemgebruik en omliggende gemeenten

## Demografie
Onderstaande figuur toont het verloop van het inwonertal (bron: INSEE-tellingen).

1. ↑  Populations de référence 2022.